# Bynum (Alabama)
Bynum era una concentració de població designada pel cens dels Estats Units a l'estat d'Alabama. Actualment forma part de la ciutat d'Oxford i està inclosa a l'àrea estadística metropolitana d'Anniston-Oxford (Alabama).
Segons el cens del 2000 tenia 1.863 habitants.

## Demografia
Segons el cens del 2000, Bynum tenia 1.863 habitants, 734 habitatges, i 546 famílies. La densitat de població era de 218 habitants/km².
Dels 734 habitatges en un 32,3% hi vivien nens de menys de 18 anys, en un 59,8% hi vivien parelles casades, en un 11,2% dones solteres, i en un 25,5% no eren unitats familiars. En el 21,7% dels habitatges hi vivien persones soles el 8,3% de les quals corresponia a persones de 65 anys o més que vivien soles. El nombre mitjà de persones vivint en cada habitatge era de 2,54 i el nombre mitjà de persones que vivien en cada família era de 2,94.
Per edats la població es repartia de la següent manera: un 23,7% tenia menys de 18 anys, un 10,1% entre 18 i 24, un 29% entre 25 i 44, un 25,6% de 45 a 60 i un 11,6% 65 anys o més.
L'edat mediana era de 37 anys. Per cada 100 dones hi havia 95,1 homes. Per cada 100 dones de 18 o més anys hi havia 95,7 homes.
La renda mediana per habitatge era de 34.375 $ i la renda mediana per família de 41.439 $. Els homes tenien una renda mediana de 32.479 $ mentre que les dones 23.452 $. La renda per capita de la població era de 17.194 $. Aproximadament el 9,5% de les famílies i el 10,5% de la població estaven per davall del llindar de pobresa.

## Poblacions properes
El següent diagrama mostra les poblacions més properes.